# Masque Imbimba

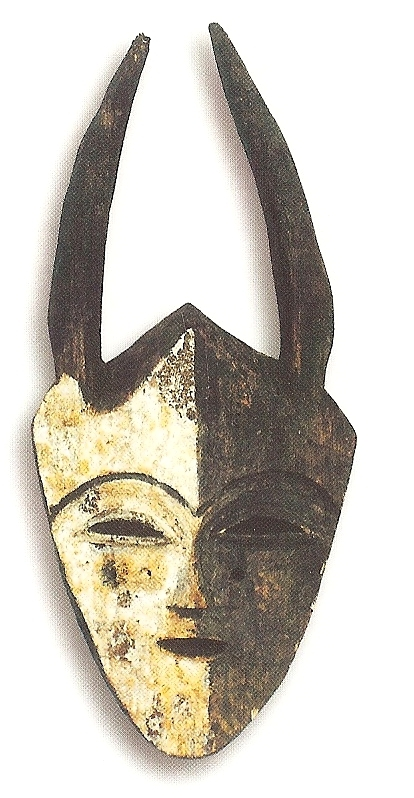
Masque Imbimba

Le masque Imbimba  est un masque traditionnel gabonais originaire du groupe ethnique Ikota dans la région de l'Ogooué-Ivindo (Gabon).

## Description
Le masque présenté ci-dessus mesure 52 cm de hauteur pour 23 cm de largeur.
C'est un masque facial de bois tendre surmonté de cornes en bois pointues et arquées pour le faire ressembler à une antilope. Le côté droit est blanchi au kaolin, alors que le reste est noirci par calcination.

## Utilisation
Ce masque, qui est porté exclusivement par des hommes Yesa ou Békivil au cours d'une danse diurne exécutée dans la cour du village, représente un esprit mâle.